# Елізабет Штольберг-Россласька
Елізабет Штольберг-Россласька, в обох шлюбах — герцогиня Мекленбурзька (нім. Elisabeth Prinzessin zu Stolberg-Roßla (Herzogin zu Mecklenburg); 23 липня 1885, Россла — 16 жовтня 1969, Ойтін) — німецька принцеса.

## Біографія
Дочка принца Боте Штольберг-Росласького з роду Штольберг і його дружини Гедвіги, до шлюбу принцеси Ізенбург унд Бюдінген. 
15 грудня 1909 року одружилася з герцогом Йоганном Альбертом Мекленбурзьким після смерті його першої дружини, принцеси Єлизавети Сибілли Саксен-Веймар-Ейзенахської. 
Після смерті чоловіка в 1920 році 15 жовтня 1924 року одружилася з його зведеним братом герцогом Адольфом Фрідріхом Мекленбурзьким. 
Дітей в обох шлюбах не мала.

## Нагороди
- Орден Святої Катерини 1-го ступеня (Російська імперія)
- Орден Дорогоцінної корони 1-го класу (Японська імперія)

## Галерея

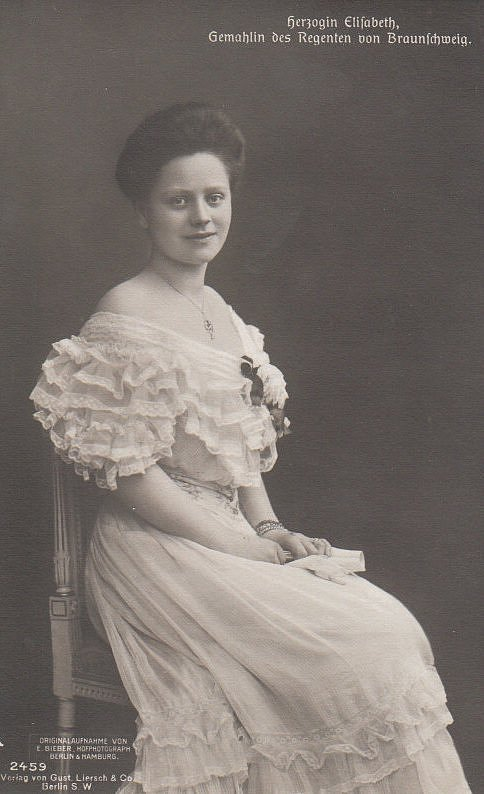
Принцеса в 1909 році.
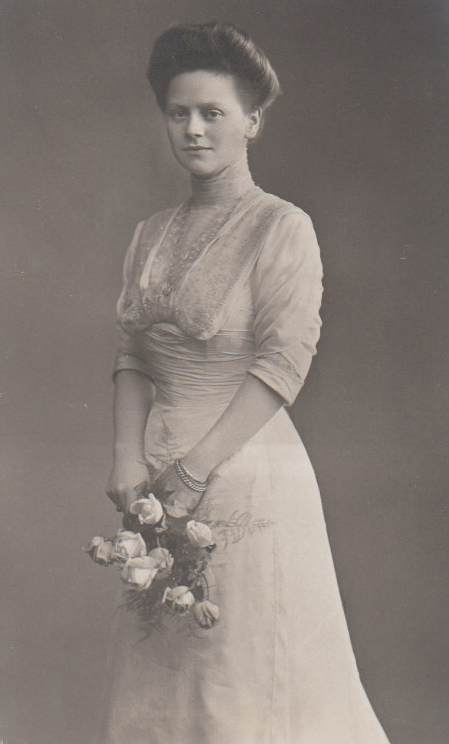
Герцогиня в 1910 році.
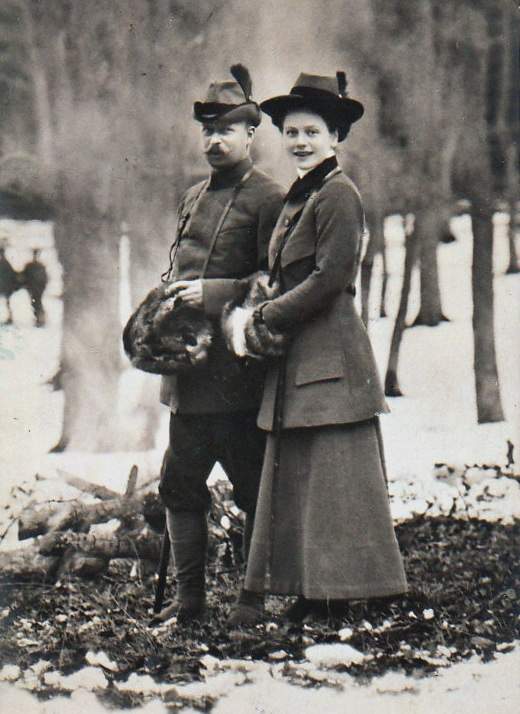
Герцогиня Елізабет з першим чоловіком (зима 1910).